# Castelnuovo Bocca d’Adda
Castelnuovo Bocca d’Adda – miejscowość i gmina we Włoszech, w regionie Lombardia, w prowincji Lodi.
Według danych na rok 2004 gminę zamieszkiwały 1744 osoby, 87,2 os./km².